# Come Around Sundown
Come Around Sundown is het vijfde studioalbum van de Amerikaanse rockformatie Kings of Leon.
Als voorloper op het album werd in september 2010 de single Radioactive uitgebracht.
Het album werd uitgebracht op 15 oktober 2010 en kwam diezelfde week al op nummer 70 binnen in de Nederlandse Album Top 100.

## Tracklist

### CD
Naast de cd kwam er ook een "Special Limited Edition" van het album uit met een bonus cd met 3 speciale nummers.

## Hitnoteringen

### NederlandseAlbum Top 100
| Hitnotering: 16-10-2010 t/m 24-09-2011 | Hitnotering: 16-10-2010 t/m 24-09-2011 | Hitnotering: 16-10-2010 t/m 24-09-2011 | Hitnotering: 16-10-2010 t/m 24-09-2011 | Hitnotering: 16-10-2010 t/m 24-09-2011 | Hitnotering: 16-10-2010 t/m 24-09-2011 | Hitnotering: 16-10-2010 t/m 24-09-2011 | Hitnotering: 16-10-2010 t/m 24-09-2011 | Hitnotering: 16-10-2010 t/m 24-09-2011 | Hitnotering: 16-10-2010 t/m 24-09-2011 | Hitnotering: 16-10-2010 t/m 24-09-2011 | Hitnotering: 16-10-2010 t/m 24-09-2011 | Hitnotering: 16-10-2010 t/m 24-09-2011 | Hitnotering: 16-10-2010 t/m 24-09-2011 | Hitnotering: 16-10-2010 t/m 24-09-2011 | Hitnotering: 16-10-2010 t/m 24-09-2011 | Hitnotering: 16-10-2010 t/m 24-09-2011 | Hitnotering: 16-10-2010 t/m 24-09-2011 |
| Week:                                  | 1                                      | 2                                      | 3                                      | 4                                      | 5                                      | 6                                      | 7                                      | 8                                      | 9                                      | 10                                     | 11                                     | 12                                     | 13                                     | 14                                     | 15                                     | 16                                     | 17                                     |
| -------------------------------------- | -------------------------------------- | -------------------------------------- | -------------------------------------- | -------------------------------------- | -------------------------------------- | -------------------------------------- | -------------------------------------- | -------------------------------------- | -------------------------------------- | -------------------------------------- | -------------------------------------- | -------------------------------------- | -------------------------------------- | -------------------------------------- | -------------------------------------- | -------------------------------------- | -------------------------------------- |
| Positie:                               | 70                                     | 2                                      | 3                                      | 5                                      | 6                                      | 14                                     | 17                                     | 15                                     | 16                                     | 19                                     | 19                                     | 19                                     | 18                                     | 11                                     | 15                                     | 12                                     | 11                                     |
| Week:                                  | 18                                     | 19                                     | 20                                     | 21                                     | 22                                     | 23                                     | 24                                     | 25                                     | 26                                     | 27                                     | 28                                     | 29                                     | 30                                     | 31                                     | 32                                     | 33                                     | 34                                     |
| Positie:                               | 18                                     | 19                                     | 19                                     | 12                                     | 12                                     | 13                                     | 15                                     | 16                                     | 20                                     | 20                                     | 35                                     | 31                                     | 34                                     | 49                                     | 49                                     | 47                                     | 28                                     |
| Week:                                  | 35                                     | 36                                     | 37                                     | 38                                     | 39                                     | 40                                     | 41                                     | 42                                     | 43                                     | 44                                     | 45                                     | 46                                     | 47                                     | 48                                     | 49                                     | 50                                     |                                        |
| Positie:                               | 32                                     | 8                                      | 12                                     | 19                                     | 16                                     | 24                                     | 24                                     | 28                                     | 30                                     | 28                                     | 40                                     | 58                                     | 45                                     | 72                                     | 55                                     | 69                                     | uit                                    |

### VlaamseUltratop 100Albums
| Hitnotering: (Week 1 t/m 48) 23-10-2010 t/m 17-09-2011 Hitnotering: (Week 49) 01-10-2011 Hitnotering: (Week 50 t/m 52) 15-10-2011 t/m 29-10-2011 | Hitnotering: (Week 1 t/m 48) 23-10-2010 t/m 17-09-2011 Hitnotering: (Week 49) 01-10-2011 Hitnotering: (Week 50 t/m 52) 15-10-2011 t/m 29-10-2011 | Hitnotering: (Week 1 t/m 48) 23-10-2010 t/m 17-09-2011 Hitnotering: (Week 49) 01-10-2011 Hitnotering: (Week 50 t/m 52) 15-10-2011 t/m 29-10-2011 | Hitnotering: (Week 1 t/m 48) 23-10-2010 t/m 17-09-2011 Hitnotering: (Week 49) 01-10-2011 Hitnotering: (Week 50 t/m 52) 15-10-2011 t/m 29-10-2011 | Hitnotering: (Week 1 t/m 48) 23-10-2010 t/m 17-09-2011 Hitnotering: (Week 49) 01-10-2011 Hitnotering: (Week 50 t/m 52) 15-10-2011 t/m 29-10-2011 | Hitnotering: (Week 1 t/m 48) 23-10-2010 t/m 17-09-2011 Hitnotering: (Week 49) 01-10-2011 Hitnotering: (Week 50 t/m 52) 15-10-2011 t/m 29-10-2011 | Hitnotering: (Week 1 t/m 48) 23-10-2010 t/m 17-09-2011 Hitnotering: (Week 49) 01-10-2011 Hitnotering: (Week 50 t/m 52) 15-10-2011 t/m 29-10-2011 | Hitnotering: (Week 1 t/m 48) 23-10-2010 t/m 17-09-2011 Hitnotering: (Week 49) 01-10-2011 Hitnotering: (Week 50 t/m 52) 15-10-2011 t/m 29-10-2011 | Hitnotering: (Week 1 t/m 48) 23-10-2010 t/m 17-09-2011 Hitnotering: (Week 49) 01-10-2011 Hitnotering: (Week 50 t/m 52) 15-10-2011 t/m 29-10-2011 | Hitnotering: (Week 1 t/m 48) 23-10-2010 t/m 17-09-2011 Hitnotering: (Week 49) 01-10-2011 Hitnotering: (Week 50 t/m 52) 15-10-2011 t/m 29-10-2011 | Hitnotering: (Week 1 t/m 48) 23-10-2010 t/m 17-09-2011 Hitnotering: (Week 49) 01-10-2011 Hitnotering: (Week 50 t/m 52) 15-10-2011 t/m 29-10-2011 | Hitnotering: (Week 1 t/m 48) 23-10-2010 t/m 17-09-2011 Hitnotering: (Week 49) 01-10-2011 Hitnotering: (Week 50 t/m 52) 15-10-2011 t/m 29-10-2011 | Hitnotering: (Week 1 t/m 48) 23-10-2010 t/m 17-09-2011 Hitnotering: (Week 49) 01-10-2011 Hitnotering: (Week 50 t/m 52) 15-10-2011 t/m 29-10-2011 | Hitnotering: (Week 1 t/m 48) 23-10-2010 t/m 17-09-2011 Hitnotering: (Week 49) 01-10-2011 Hitnotering: (Week 50 t/m 52) 15-10-2011 t/m 29-10-2011 | Hitnotering: (Week 1 t/m 48) 23-10-2010 t/m 17-09-2011 Hitnotering: (Week 49) 01-10-2011 Hitnotering: (Week 50 t/m 52) 15-10-2011 t/m 29-10-2011 | Hitnotering: (Week 1 t/m 48) 23-10-2010 t/m 17-09-2011 Hitnotering: (Week 49) 01-10-2011 Hitnotering: (Week 50 t/m 52) 15-10-2011 t/m 29-10-2011 | Hitnotering: (Week 1 t/m 48) 23-10-2010 t/m 17-09-2011 Hitnotering: (Week 49) 01-10-2011 Hitnotering: (Week 50 t/m 52) 15-10-2011 t/m 29-10-2011 | Hitnotering: (Week 1 t/m 48) 23-10-2010 t/m 17-09-2011 Hitnotering: (Week 49) 01-10-2011 Hitnotering: (Week 50 t/m 52) 15-10-2011 t/m 29-10-2011 | Hitnotering: (Week 1 t/m 48) 23-10-2010 t/m 17-09-2011 Hitnotering: (Week 49) 01-10-2011 Hitnotering: (Week 50 t/m 52) 15-10-2011 t/m 29-10-2011 | Hitnotering: (Week 1 t/m 48) 23-10-2010 t/m 17-09-2011 Hitnotering: (Week 49) 01-10-2011 Hitnotering: (Week 50 t/m 52) 15-10-2011 t/m 29-10-2011 |
| Week: | 1 | 2 | 3 | 4 | 5 | 6 | 7 | 8 | 9 | 10 | 11 | 12 | 13 | 14 | 15 | 16 | 17 | 18 | 19 |
| --- | --- | --- | --- | --- | --- | --- | --- | --- | --- | --- | --- | --- | --- | --- | --- | --- | --- | --- | --- |
| Positie: | 1 | 1 | 2 | 3 | 5 | 10 | 13 | 12 | 15 | 12 | 15 | 19 | 15 | 15 | 18 | 19 | 19 | 14 | 20 |
| Week: | 20 | 21 | 22 | 23 | 24 | 25 | 26 | 27 | 28 | 29 | 30 | 31 | 32 | 33 | 34 | 35 | 36 | 37 | 38 |
| Positie: | 17 | 21 | 21 | 28 | 35 | 40 | 44 | 43 | 44 | 29 | 33 | 40 | 49 | 59 | 54 | 55 | 37 | 49 | 36 |
| Week: | 39 | 40 | 41 | 42 | 43 | 44 | 45 | 46 | 47 | 48 | | 49 | | 50 | 51 | 52 | | | |
| Positie: | 17 | 22 | 31 | 38 | 37 | 39 | 49 | 88 | 93 | 68 | uit | 80 | uit | 82 | 82 | 85 | uit | | |